# Френска езикова гимназия „Антоан дьо Сент-Екзюпери“
Френска езикова гимназия „Антоан дьо Сент-Екзюпери“ е езикова гимназия в Пловдив. Френската гимназия води началото си от отделянето на трите френски паралелки от Езикова гимназия „Георги Кирков“ (сега Езикова гимназия „Пловдив“ или Английската гимназия) през втория срок на учебната 1991/1992 г.

## История
Основаването на гимназията е в отговор на нарастващата потребност за френска езикова гимназия в гр. Пловдив. До края на първия срок на 1991 г. в Езикова гимназия „Георги Кирков“ (дотогава едно от най-големите средни училища в страната) има три френски, три немски и шест английски паралелки. През втория срок на учебната 1991/1992 г. френските паралелки се отделят в самостоятелна гимназия – ФЕГ „Антоан дьо Сент-Екзюпери“.
Директор на училището от създаването му до 2010 г. е госпожа Нели Вачкова, дългогодишен преподавател по френски език. Сред първите преподавателите по френски език, прехвърлили се от гимназия „Кирков“ в новооснованото училище, са г-жа Иванка Куцарова, г-жа Ирина Стоянова, г-жа Донка Калъмова, г-жа Ангелина Маринова, г-жа Снежана Данчева, г-жа Стоименка Василева, г-н Стефан Василев. Към днешна дата има редица възпитаници на гимназията, които са се върнали в нея като преподаватели. ФЕГ е обект на силен интерес от страна на кандидат-гимназистите както от Пловдив, така и от останалата част на страната.
До 2008 г. езиковото училище беше едно от малкото такива със задължителна занималня (4 учебни часа след първа смяна) за подготвителен (осми) клас, но поради откриването на две английски паралелки от 2008 г. занималнята вече не е задължителна. От учебната 2008/2009 г. ФЕГ „Екзюпери“ има шест френски и две английски паралелки.

## Материална база

### Библиотечно-информационна база
На разположение на учениците е библиотеката с богат и непрекъснато подновяван книжен фонд на български, френски и английски език (речници и енциклопедии, класическа и модерна литература, помагала и справочници), снабдена и с модерна копирна техника. Освен консултации в читалнята е възможно и отдаване на книги за домашен прочит за срок от 15 дни.

### Спортен комплекс
Спортният комплекс на гимназията включва:
- закрит плувен басейн с размери 16,60/ 9 метра, в който за безопасността и обучението на учениците се грижи екип от преподавател по плуване и професионален спасител;

- зала за волейбол и баскетбол с размери 27/ 16 метра с аспиратори за охлаждане и пречистване на въздуха;
- 2 фитнес зали (мъжка и дамска), оборудвани с подходящи за пола и възрастта на учениците уреди: степери, ски-тренажори, велоергометри, гребен тренажор, крос-тренажор, комбинирани уреди за натоварване, лежанки, постове, пътеки и др.;
- покрито пространство с пълно оборудване за тенис на маса;
- открити спортни площадки за футбол, баскетбол, волейбол, тенис на корт;
- 80-метрова лекоатлетическа писта с 4 коридора;

Комплексът разполага със съблекални и бани с течаща топла вода на всеки етаж. Помещенията за игра са добре осветлени и отоплени, снабдени са с необходимата озвучителна техника.

## Празници и тържества

### Ден на франкофонията
Всяка година в гимназията денят на франкофонията се чества. Организират се най-различни интересни дейности, измежду които са състезанието Rallye francophone, викторина на Френската култура и франкофония, картинна и кулинарна изложба, ателиета по музика и изобразително изкуство, среща с френски писатели и др.

## Ученически съвет
През учебната година 2013/2014 за пръв път в гимназията се създава ученически съвет по желание на учениците. „Le Съвет“ е името, което е избрано за ученическата организация. Съветът цели да подобри и улесни ученическия живот, също така както и да сплоти учениците. Една от функциите на „Le Съвет“ е да организира различни събития. През 2014 г. „Le Съвет“ организира пролетен бал със състезание за „най-яка“ маска, флашмоб, състезание за най-добро „selfie“ и др.